# Dorothy Tennant
Dorothy Tennant (Londra, 22 marzo 1855 – 5 ottobre 1926) è stata una pittrice neoclassica inglese.

## Biografia
Nacque a Russell Square, Londra, seconda figlia di Charles Tennant e Gertrude Barbara Rich Collier (1819-1918). Sua sorella era la fotografa, Eveleen Tennant Myers. Studia pittura con Edward Poynter alla Slade School of Fine Art di Londra e con Jean-Jacques Henner a Parigi. Espone per la prima volta alla Royal Academy nel 1886 e successivamente alla New Gallery e alla Grosvenor Gallery di Londra.  Al di fuori di Londra, Tennant ha partecipato a mostre della Fine Art Society di Glasgow e alle Autumn Exhibitions di Liverpool e Manchester.
Nel 1890 ha sposato Henry Morton Stanley, noto esploratore dell'Africa, ed è diventata famosa come "Lady Stanley". Editò l'autobiografia del marito, rimuovendo ogni riferimento alle altre donne nella vita di Stanley. Dopo la morte del marito, ha sposato Henry Curtis nel 1907.